# Partij van Christelijke Nationale Eenheid

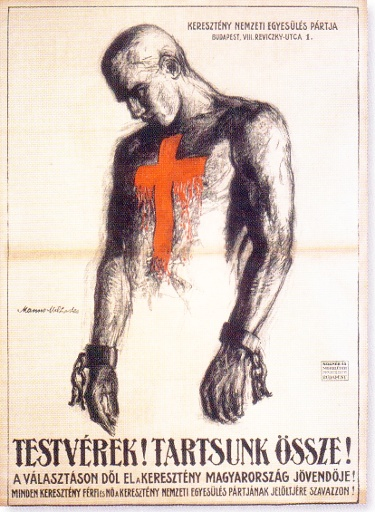
Verkiezingsaffiche van de KNEP

De Partij van Christelijke Nationale Eenheid (Hongaars: Keresztény Nemzeti Egyesülés Pártja, afgekort KNEP) was een politieke partij in het Koninkrijk Hongarije tijdens de vroege jaren 1920.

## Ontstaan
De KNEP werd in oktober 1919 opgericht door Károly Wolff als de Christelijke Nationale Liga en vloeide voort uit de Christelijke Partij, die voor de Eerste Wereldoorlog bestond. Kort nadien werd de partij omgedoopt tot Partij van Christelijke Nationale Eenheid. Bij de Hongaarse parlementsverkiezingen van januari 1920 won de partij 82 zetels in het Hongaars parlement en werd zo de tweede partij na de Partij van Kleine Boeren en Landarbeiders. Op 15 maart dat jaar vormden beide partijen een coalitieregering met Sándor Simonyi-Semadam als premier.
Dankzij de aanwezigheid van enkele sterke persoonlijkheden zoals Sándor Ernszt, István Friedrich, Károly Huszár en Pál Teleki versplinterde de partij al snel en tegen de lente van 1921 had de partij al veel van haar invloed verloren. Een deel van de partij, onder leiding van István Bethlen, fuseerde in 1922 met de Partij van Kleine Boeren en Landarbeiders tot de Eenheidspartij. Een ander deel van de partij ging nadien als de Wolff-partij door het leven, onder leiding van Károly Wolff. Bij de parlementsverkiezingen van 1922 won deze partij slechts 10 zetels en nam nadien niet meer deel aan verkiezingen. Rond 1930 fuseerde de partij samen met de Zichy-partij tot de Christelijke Economische en Sociale Partij.

## Ideologie
De KNEP behartigde de belangen van de katholieken en had een reactionair en antisemitisch programma. Bovendien was de partij pro-Habsburgs en pro-Duits.